# Aurotipula atroflava
Aurotipula atroflava är en tvåvingeart som först beskrevs av Alexander 1922.  Aurotipula atroflava ingår i släktet Aurotipula och familjen storharkrankar. Inga underarter finns listade i Catalogue of Life.